# 大韦列伊卡农村居民点
大韦列伊卡农村居民点（俄语：Большеверейское сельское поселение）是俄罗斯联邦沃罗涅日州拉蒙区所属的一个农村居民点。其下辖有4个居民点，行政中心为大韦列伊卡。据2016年统计，该农村居民点的人口为810人。